# Pytlákova schovanka
Pytlákova schovanka aneb Šlechetný milionář je česká filmová komedie z roku 1949 natočená režisérem Martinem Fričem. Film je parodií na sladkobolné příběhy, vyprávějící „jak chudá dívka ke štěstí přišla“.

## Děj filmu
Krásná, ale chudá dívka z venkovské lesní samoty Elén (Hana Vítová) se v den svých jedenadvacátých narozenin dozvídá, že je nemanželským dítětem. Týž den je její otčím Jan Dubský (Otomar Korbelář) poněkolikáté přistižen při lesním pychu. Aby nebyl potrestán, měla by se Elén provdat za majitele panství. Ta ale raději uteče z domova a vydá se vlakem do města, protože byla pozvána na zkoušku do divadelní agentury.
Ve vlaku Elén svým zpěvem okouzlí milionáře René Skalského (Oldřich Nový), ale neprozradí mu své jméno. On se s ní pak náhodně setká v kosmetickém salonu, kde Elén pracuje jako manikérka. Když Elén ale zahlédne Reného se známou herečkou (a netuší, že je to jeho sestra), ze žalu přijme nabídku k sňatku od houslisty Pavla Sedloně (Zdeněk Dítě); ten jí před časem pomohl, když po svém příjezdu do města zabloudila do pochybného podniku.
René Skalský po jejím odmítnutí zchudne a aby se uživil, začne psát libreto k operetě Srdce v deliriu. Není ale zvyklý na takové pracovní úsilí, takže dostane zánět mozkových blan a vyčerpáním umírá. Jeho sluha Bolton, který mu zůstal věrný, to oznámí Elén právě když s Pavlem Sedloněm po sňatku vychází z kostela; ta spěchá do nemocnice a tam svým zpěvem umírajícího Reného zachrání. Pak se zjistí, že sňatek Elén a Pavla je neplatný, takže už nic nebrání Renému a Elén ve společném štěstí...
Také další aktéři příběhu se dočkají šťastného rozuzlení svých osudů.

## Výroba a tvůrci
Film byl natočen ve studiu Československý státní film v roce 1949 podle námětu filmových novinářů Rudolfa Jaroše a Milana Naháče, s nimiž pak na scénáři spolupracovali ještě Josef Neuberg a František Vlček. Režisérem byl Martin Frič, hlavním kameramanem Karel Degl, vedoucím produkce byl Bohumil Šmída a hudbu k filmu i k písním složil Julius Kalaš.
Černobílý film vtipně parodující kýčovité tituly z třicátých a protektorátních čtyřicátých let vznikal ještě před únorem 1948 a musel být pak doplněn barevným závěrem, v němž pro jistotu Oldřich Nový vysvětluje, jak to tvůrci (kteří s takovými tituly měli řadu profesních zkušeností) vlastně mysleli a že se chtěli vysmát všemu falešnému.

## Obsazení
| Oldřich Nový       | milionář René Skalský                                          |
| Hana Vítová        | Elén Hadrbolcová / Bětuška Hadrbolcová, Elénina matka za mlada |
| Ella Nollová       | Bětuška Hadrbolcová, Elénina matka                             |
| Otomar Korbelář    | pytlák Jan Dubský, Elénin otčím, hrabě                         |
| Theodor Pištěk     | továrník Richard Skalský, otec Reného                          |
| Zdeněk Dítě        | houslista Pavel Sedloň                                         |
| Bohumil Machník    | sluha Bolton                                                   |
| Vítězslav Vejražka | Malhorn, ředitel divadelní agentury                            |
| Arnold Flögl       | herec Jan Balada, Elénin otec                                  |
| Eman Fiala         | učitel zpěvu Leonardo Bianchini                                |